# Worskła-2 Połtawa
Worskła-2 Połtawa (ukr. Футбольний клуб «Ворскла-2» Полтава, Futbolnyj Kłub "Worskła-2" Połtawa) – ukraiński klub piłkarski z siedzibą w Połtawie. Jest drugim zespołem klubu Worskła Połtawa. Status profesjonalny otrzymał w roku 1997.
Zgodnie z regulaminem klub nie może awansować do ligi, w której już gra I zespół klubu, oraz nie może występować w rozgrywkach Pucharu Ukrainy.
W latach 1997—2005 występował w rozgrywkach ukraińskiej Druhiej Lihi.
Obecnie występuje jako klub dublerów Worskła Połtawa.

## Historia
Chronologia nazw:
- 1997—2005: Worskła-2 Połtawa (ukr. «Ворскла-2» Полтава)

W 1997 roku klub Worskła-2 Połtawa zgłosił się do rozgrywek w Drugiej Lidze i otrzymał status profesjonalny.
Od sezonu 1997/98 występował w Drugiej Lidze.
Po sezonie 2004/05 Worskła-2 Połtawa zrezygnował z występów, kiedy wprowadzono turniej dublerów. Drugi zespół występuje jako klub dublerów Worskła Połtawa.

## Sukcesy
- 5 miejsce w Drugiej Lidze (1 x):

1998/99

## Inne
- Worskła Połtawa